# Qarin
Al Qarin (قرين, litt. : le compagnon) est dans la religion islamique le compagnon djinn assigné à chaque être humain ; selon le Coran et la Sunna, il l'accompagne constamment pour l'assister, le guider ou l'égarer. Dans la langue, le mot qarin signifie compagnon .
Chaque personne a un qarin (compagnon) unique. Le qarin peut pousser son compagnon humain à commettre des péchés et à désobéir aux commandements de Dieu. Quant au prophète, son compagnon occulte s'est converti à l'islam et ne lui a (ensuite) commandé que de faire le bien.

## Évocations

### Dans le Coran
Le qarin est mentionné dans le Coran à plusieurs endroits, notamment :
- Dans la sourate 4e sourate: An-Nisan, verset 38[3]: "Et ceux qui dépensent leurs biens avec ostentation devant les gens, et ne croient ni en Allah ni au Jour dernier. Quiconque a le Diable pour camarade inséparable, quel mauvais camarade!"
- Dans la 43e sourate: Az-Zukhruf, verset 36 (hafs) (35 dans la riwaya warsh[4]) : "Et quiconque s'aveugle (et s'écarte) du rappel du Tout Miséricordieux, Nous lui désignons un diable qui devient son compagnon inséparable."
- Dans la sourate 50e sourate: Qaf, verset 27[5] : " Son camarade (le diable) dira: «Seigneur, ce n'est pas moi qui l'ai fait transgresser; mais il était déjà dans un profond égarement»."

(traductions de Muhammad Hamid Allah)

### Dans la Sunna
- [Où ?] Harun bin Abdullah et Muhammad bin Rafi' m'ont dit, ils ont dit, Muhammad bin Ismail bin Abi Fadik nous a dit, sous l'autorité d'Ad-Dahhak bin Othman, sous l'autorité d'Abdullah bin Omar, que le Messager de Dieu, la paix soit avec lui, dit Si l'un de vous prie, qu'il ne laisse passer personne devant lui, et s'il refuse, qu'il le combatte, car il a un qarin[6].
- [Où ?] Othman bin Abi Shaybah et Ishaq bin nous l'ont dit. Il a dit : Il n'y a pas un de vous qui ne lui ait été assigné par un compagnon parmi les djinns. Ils ont dit : " Et toi, ô Messager de Dieu. " Il a dit : " Et moi également, si ce n'est que Dieu m'a aidé contre lui, alors il a embrassé l'Islam, il ne me commande que pour le bien.
- [Où ?] La parole du Prophète Il a dit: Il n'y a pas un de vous qui n'ait un compagnon assigné parmi les djinns[7].

### Dans les légendes égyptiennes
Archibald Sayce, grammairien britannique, publia en 1920 un article dans Folk-Lore: A Quarterly Review, où il consigne plusieurs histoires issues du folklore du Caire et de Haute-Égypte. Il explique qu'en Haute-Égypte, si un enfant meurt avant l’âge de trois ou quatre ans, on dit que « sa garîna l’a pris ». Dans les dialectes sahidiques de cette région, le mot « garîna », vient de l’arabe « qarîna ». Il a le sens de « double », ou plus littéralement, « ressemblance ». Il estime que cette croyance est une survivance de l’ancienne croyance égyptienne dans le « ka » ou « double ». D'ailleurs, au Caire, à l’époque des troubles d’Arabi, les statues d’Ibrahim Pacha et des quatre lions aux deux extrémités du pont furent déboulonnées et envoyées au musée de Boulaq,. Cependant, un trou fut d’abord pratiqué dans la poitrine de chacune d’elles afin de « laisser sortir l’esprit », c’est-à-dire : le ka. Sayce raconte aussi qu'en Haute-Égypte, chaque personne, et plus particulièrement les jumeaux, se voient attachés à une « garîna ». Pour se protéger d'elle, qui autrement pourrait enlever possesseur de ce monde, des charmes sont emploiyés, enveloppés dans du cuir, qui doivent être écrits par des garçons de moins de douze ans. Enfin, G. D. Hornblower (George Davis Hornblower ?) lui a appris qu’une « okht » (ou « fille ») accompagne chaque personne toute sa vie et survit après sa mort. Sayce suppose que c'est l’équivalent nord-égyptien de la garîna sud-égyptienne, le ka de l’Égypte ancienne.